# Trofim Lomakin
Trofim Fëdorovič Lomakin (in russo Трофим Фёдорович Ломакин?; Territorio dell'Altaj, 2 agosto 1924 – Mosca, 13 giugno 1973) è stato un sollevatore sovietico, campione olimpico, mondiale ed europeo, che ha gareggiato nelle categorie dei pesi massimi leggeri (fino a 82,5 kg.) e dei pesi medio-massimi (fino a 90 kg.).

## Biografia
Trofim Lomakin, figlio di un minatore, nacque in un remoto villaggio della Siberia ed iniziò ad allenarsi nel sollevamento pesi all'età di 18 anni, mentre prestava servizio nell'esercito sovietico in Estremo Oriente. Nel 1949 si trasferì a Leningrado dove cominciò a farsi notare come sollevatore dalle qualità superiori, e nel 1952 vinse il suo primo titolo nazionale sovietico nei pesi medio-massimi con 417,5 kg. nel totale su tre prove, risultato che gli consentì di essere convocato alle successive Olimpiadi di Helsinki 1952, dove partecipò scendendo alla categoria inferiore dei pesi massimi leggeri e conquistando la medaglia d'oro con lo stesso risultato nel totale dei precedenti campionati nazionali ottenuto nella categoria superiore. In quell'anno la competizione olimpica era valida anche come Campionato europeo.
L'anno successivo, ai Campionati mondiali ed europei di Stoccolma, vinse la medaglia d'argento nei pesi massimi leggeri con 427,5 kg. nel totale, battuto dal connazionale Arkadij Vorob'ëv.
Nel 1954, ai Campionati mondiali di Vienna, vinse un'altra medaglia d'argento con lo stesso risultato dell'anno precedente, questa volta battuto dallo statunitense Tommy Kono. Questa competizione era valida anche come Campionato europeo, per il quale Lomakin ottenne la medaglia d'oro.
Nonostante i suoi importanti successi negli anni '50, Lomakin cadde vittima dell'alcolismo e per questo motivo, dopo aver vinto la medaglia d'oro ai Campionati europei di Helsinki 1956 con 420 kg. nel totale, fu escluso dalla squadra nazionale sovietica per le successive Olimpiadi di Melbourne 1956, a causa del suo stato di ubriachezza e del suo comportamento irrispettoso al campo di allenamento pre-olimpico.
Ritornò alle gare nel 1957, vincendo subito la medaglia d'oro ai Campionati mondiali di Teheran con 450 kg. nel totale.
Lo stesso risultato lo ottenne ai Campionati mondiali ed europei di Stoccolma nel 1958, sollevando 440 kg. nel totale.
Nel 1960 partecipò alle Olimpiadi di Roma, la sua seconda partecipazione olimpica, venendo convocato dalla sua squadra nazionale nella categoria dei pesi medio-massimi, nella quale vinse la medaglia d'argento con 457,5 kg. nel totale, alle spalle del connazionale Arkadij Vorob'ëv.
Nel corso della sua carriera di sollevatore Lomakin realizzò cinque record mondiali, di cui 3 nei pesi massimi leggeri (due nello slancio ed uno nel totale) e due nei pesi medio-massimi (entrambi nella distensione lenta).
Si ritirò dalle competizioni subito dopo la fine dei Giochi Olimpici di Roma 1960, venendo congedato con disonore dall'Esercito sovietico a causa del perdurare del suo alcolismo, non riuscendo a mantenere alcun lavoro in maniera stabile e rimanendo circondato da cattive compagnie e coinvolto in attività malavitose.
Verso la fine degli anni '60 venne arrestato mentre cercava di contrabbandare oro fuori dall'Unione Sovietica e fu condannato a cinque anni di prigione.
Fu rilasciato dopo tre anni di detenzione, ma subito dopo il rilascio fu rinvenuto morto sotto un muro di circa 20 metri di uno stadio di Mosca, dal quale era presumibilmente caduto al suolo in stato di ubriachezza, lasciando il dubbio se si trattasse di un incidente o di un omicidio.